# Chester-cyclus

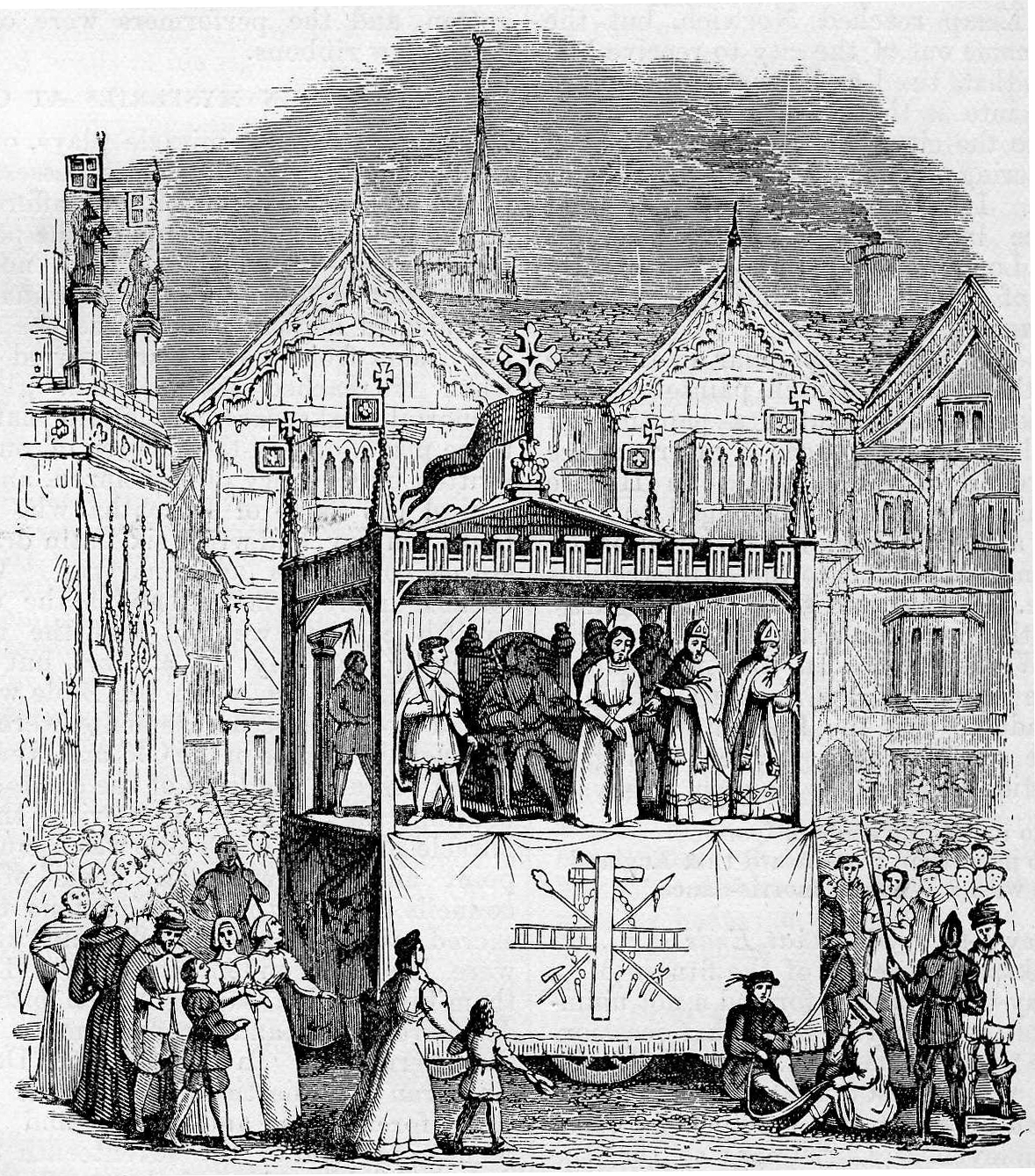
Gravure van een opvoering van een mysteriespel

De Chester-cyclus is een cyclus of serie van 25 uit de middeleeuwen daterende Engelse mysteriespelen. De cyclus staat ook bekend als de Chester Mystery Plays. De spelen verbeelden een groot aantal bekende Bijbelverhalen, vanaf de schepping tot aan het Laatste Oordeel. 

Van deze cyclus zijn vijf manuscripten bewaard gebleven, die zich bevinden in de Bodleian Library in Oxford, het British Museum in Londen en de Huntington Library in San Marino (Californië).
Evenals het geval is met de bekende series die in andere steden werden opgevoerd, was de productie en uitvoering van de stukken in Chester in handen van de stadsgilden, die onderling wedijverden om de beste voorstelling op de planken te brengen. Dit gebeurde traditioneel in de vorm van wagenspelen, waarbij de verplaatsbare en soms fraai versierde wagens verschillende plaatsen in de stad aandeden. De volkse verhalen waren niet gespeend van humor en dienden, behalve als lering, ook als een belangrijke vorm van vermaak, waar men met spanning naar uitzag. In de spelen van Chester is het bekendste stuk dat van Noach en de Zondvloed. Noach moet zijn vrouw herhaaldelijk aansporen aan boord van de ark te komen vanwege het stijgende water. Zij blijft echter met haar buurvrouwen kletsen en roddelen en drinken, tot haar zoons zich genoodzaakt zien haar met geweld de ark binnen te dragen.
Dit stuk werd in de 20e eeuw voor muziek bewerkt door Benjamin Britten en Igor Stravinsky.
De stukken waren traditioneel verbonden aan de destijds belangrijke feestdag Corpus Christi. Later verschoven de opvoeringen naar Pinksteren, waarbij de spelen over drie dagen verspreid werden opgevoerd op maandag, dinsdag en woensdag.
Over de datering van de spelen bestaan verschillende opvattingen. Gezien het feit dat de stukken wat primitiever van vorm en inhoud zijn dan die van bijvoorbeeld York, Wakefield en Coventry, worden zij gewoonlijk beschouwd als de oudste van de bekende cyclussen. Zij zouden stammen uit de 14e eeuw, waarbij jaartallen als 1325 of 1375 worden genoemd. Daarbij wordt er soms van uitgegaan dat de stukken het werk zouden zijn van een enkele uit Chester afkomstige auteur, waarbij Ranulf Higden als mogelijke schrijver wordt genoemd. Recent onderzoek heeft echter uitgewezen dat de stukken uit de 15e eeuw dateren, en daarmee niet de oudste zijn in het genre. In elk geval is er een vermelding van een opvoering van de stukken in 1422. Na de reformatie in Engeland in de eerste helft van de 16e eeuw werd de opvoering van dit soort cyclussen ontmoedigd en ten slotte verboden vanwege het rooms-katholieke karakter ervan. In de 20e eeuw volgde er in de verschillende steden een heropleving. De spelen van Chester worden nu om de vijf jaar opgevoerd.